# Узми па ће ти се дати
„Узми па ће ти се дати” је југословенски ТВ филм из 1985. године. Режирао га је Зоран Танасковић а сценарио су написали Милисав Миленковић и Мирјана Павловић.

## Улоге
| Глумац                  | Улога                  |
| ----------------------- | ---------------------- |
| Радмила Живковић        | Велинка                |
| Владислава Милосављевић | Плавуша                |
| Милан Цаци Михаиловић   | Пијанац                |
| Мира Пеић               | Жена с дететом         |
| Јован Бабић             | Дете                   |
| Мирјана Блашковић       |                        |
| Мирко Буловић           | Железничар             |
| Драгомир Фелба          | Сељак                  |
| Томислав Илић           | Продавац новина у возу |
| Миле Литл               |                        |
| Радослава Маринковић    |                        |
| Предраг Милинковић      | Кондуктер у возу       |
| Аљоша Вучковић          | Плавушин швалер        |
| Драган Зарић            | Милорад                |